# شكرا يا (مسلسل)
شكرا يا هو مسلسل سعودي إنتاج عام 2000 - 1421.

## تاليف
هشام دويك

## قصة المسلسل
مسلسل اجتماعي يطرح عددا من القضايا الاجتماعية في كل حلقة من حلقاته.ليييي

## الممثلون
- عبدالعزيز الحماد
- يوسف الجراح
- جعفر الغريب
- علي السبع
- محمد المنيع
- ابراهيم الحساوي
- تركي اليوسف
- عبدالعزيز السكيرين
- محمد الكنهل
- ابراهيم الحساوي
- علي السبع
- سعيد قريش
- عبدالله الخزيم
- أحمد الهذيل
- حمد المزيني
- أحمد العبيد
- فهد الركف
- يوسف اليوسف
- فيصل الحسيني
- فيصل الشمري
- محمد عبد الرحمن العيسى
- احمد العليان
- علي الشهابي
- فؤاد قريش
- لطيفة المقرن
- هدى الخطيب
- زينب العسكري
- سعاد علي
- إيمان القصيبي
- هبة الدري
- بدرية احمد
- زهرة عرفات
- ابتسام العطاوي